# アンス駅
アンス駅（仏：Gare d'Ans　蘭：Station Ans）はベルギーワロン地域アンスにあるベルギー国鉄の鉄道駅である。

## 列車系統
- IC F: キエヴラン駅 - リエージュ＝ギユマン駅
- L: ワレム駅 - リエージュ＝ギユマン駅

## 駅構造
5線の構内は2線がHSL 2用で最高速度が160km/h、他の2線が36号線用で最高速度が140km/h、他1線が予備となっている。構内は島式ホームとなっており、歩行者用の地下通路がある。

## 歴史
- 1838年4月2日 - 開業。

## 隣の駅
ベルギー国鉄
36号線
ビエルセ＝アワン駅 - アンス駅 - モンテネ駅
ベルギー高速鉄道2号線
ルーヴェン駅 - アンス駅